# 內森·泰拉
內森·泰拉（英語：Nathan Tella，1999年7月5日—）是尼日利亞的一位足球運動員，現效力德甲球隊利華古遜，尼日利亞國家足球隊成員。

## 榮譽
般尼
- 英格蘭足球冠軍聯賽冠軍 : 2022–23[4]

勒沃库森
- 德国足球甲级联赛冠軍：2023–24[5]
- 德国足协杯冠軍：2023–24[6]

## 外部連結
- Profile on Southampton F.C. website （页面存档备份，存于）